# العرق الاحمر (بكيل المير)

تعديل مصدري - تعديل

العرق الأحمر هي إحدى قرى عزلة عزمان بمديرية بكيل المير التابعة لمحافظة حجة، بلغ تعداد سكانها 71 نسمة حسب تعداد اليمن لعام 2004.